# Glee Bruek
Glee Bruek is een bestuurslaag in het regentschap Aceh Besar van de provincie Atjeh, Indonesië. Glee Bruek telt 372 inwoners (volkstelling 2010).